# Berndt Ahlqvist
Berndt Ahlqvist, född 21 september 1931 i Frösö socken i Jämtland, död 29 juli 1991 i Oscars församling i Stockholm, var en svensk journalist och diplomat. 

## Biografi
Ahlqvist var son till bageriarbetaren Torsten Ahlqvist (1907–1982) och Elsa, född Hedlund (1906–1998). Han arbetade mellan 1953 och 1965 som reporter på dagspressen och mellan 1966 och 1971 samt mellan 1974 och 1976 i TV. Han var med och startade nyhetsprogrammet Rapport i Sveriges television och förekom där regelbundet som programledare. Mellan 1971 och 1974 var han ekonomisk attaché vid svenska ambassaden i Tokyo och mellan 1976 och 1980 finansråd vid ambassaden i Washington. Han höll under 1970-talet tillsammans med reportrarna Christer Petersson och Olle Stenholm också i det egna samhällsvetenskapligt orienterade programmet Tidsbild i Sveriges television. Från 1980 var han chefredaktör för den socialdemokratiska tidningen Östra Småland.
Ahlqvist publicerade bland annat tre intervjuböcker: I bräcklig farkost (1983), Samtal med Feldt (tillsammans med Lars Engqvist 1984) och Samtal om STORA (1985). Han är gravsatt i minneslunden på Galärvarvskyrkogården i Stockholm.

## Utmärkelser
- Guldpennan 1979 – Berndt Ahlqvist, A-pressen